# 木村豊幸
木村 豊幸（きむら とよゆき、1948年1月31日 - 2019年）は、日本の元俳優。本名同じ。
新潟県出身。成立学園高等学校卒業。

## 人物
16歳の時に劇団ひまわりに入団し、1965年に映画『血と砂』（岡本喜八監督、東宝）でデビュー。岡本の作品の常連の一人でもある。『血と砂』の劇中で、スーザフォンで演奏するシーンがあったことから「スーザン」の愛称で呼ばれていた。
1965年『青春とはなんだ』（日本テレビ）で、矢野間啓治とコンビを組んで演じた劣等生役が好評で、後続作である『これが青春だ』などのシリーズでも同じく劣等生役で出演した。当時のプロフィールでは、ファンレターが多く寄せられることに対して「不思議とファイトがわいてくるので、本当にうれしいです」と述べている。
1973年『ウルトラマンタロウ』（TBS）の南原隊員役で注目される。当時は子供の注目の的でどこに行っても子供が寄ってきたという。『タロウ』で印象深いエピソードが第12・13話の九州ロケのストーリーで、えびの高原周辺に天然温泉が湧いており、共演者たちと露天風呂を作って入浴したことが理由と述べている。
『タロウ』第51話の撮影後に結婚するが、感染症の結核に感染し、2年半もの長期に渡って入院。復帰後は全国各地の学校を巡回する「学校演劇」を中心に俳優を継続していた。
2008年にファミリー劇場の『ウルトラ情報局』にゲスト出演している。また、2015年8月16日にBS-TBSで、特別番組『感動再会!同窓会の旅 "青春とはなんだ"編』にて『青春とはなんだ』主役の野々村健介役・夏木陽介と生徒だった松井勝子役・岡田可愛、小沢祐子役・水沢有美の再会を放送した際にサプライズゲストとして出演した。逝去に関しては、水沢有美の2019年4月3日付けFacebookのタイムラインにて告知された。

## 出演

### テレビドラマ
- 青春とはなんだ（1965年 - 1966年、NTV） - 久保良吉
- これが青春だ（1966年 - 1967年、NTV） - 金田作左衛門 [注釈 1]
- でっかい青春（1967年 - 1968年、NTV） - 犬山拳一
- 進め!青春（1968年、NTV）
- 結婚ぎらい（1969年、CX）
- おーい幸福! 第5話「オーイ、バカンス!」（1969年、NTV）
- ワン・ツウ・アタック!（1971年、12ch） - 肉屋の沢田
- 二人の世界 第21話（1971年、TBS）
- 特別機動捜査隊（NET）
  - 第506話「銭に生きる女」（1971年） - 和男
  - 第545話「汚れた太陽」（1972年） -　五郎
  - 第562話「真夏の逃亡者」（1972年） - 安岡
  - 第656話「熱風への復讐」（1974年） - 亮吉
  - 第694話「ある絶望の女」（1975年） - 岩本
  - 第750話「家出の季節」（1976年） - 正樹
- 時間ですよ 第60話（1972年、TBS） - 大村
- 一心太助（1971年 - 1972年、CX） - 文太
- 泣くな青春 第10話「家族への挑戦」（1972年、CX）
- 荒野の素浪人 第58話「荒涼 殺生谷の黄金」（1973年、NET）
- ウルトラマンタロウ（1973年 - 1974年、TBS） - 南原忠男
- 太陽にほえろ!（NTV）
  - 第80話「女として 刑事として」（1974年） - 町田
  - 第216話「テキサスは死なず!」（1976年） - 今井
  - 第336話「ドジな二人」（1979年） - 平川ジロウ
- プレイガール 第268話「絡みもつれた欲情」（1974年、12ch）- 健
- 高校教師 第20話「夏の日の恋と性」（1974年、12ch）
- 傷だらけの天使 第5話「殺人者に怒りの雷光を」（1974年、NTV） - 安武光男
- 夜明けの刑事 第59話「恋人は殺人犯ではないわ!!」（1976年、TBS）
- 破れ傘刀舟 悪人狩り 第76話「帰らざる烙印」（1976年、NET） - 作次
- 同心部屋御用帳 江戸の旋風II 第20話「がんばれ! 左内」（1977年、CX）
- ナッキーはつむじ風 第23話「お嫁さんになっちゃった…」（1979年、TBS） - 加治郎
- 手錠をかけろ! 第7話「密輸拳銃を洗え! 連続乱射事件 鳥取・島根」（1979年、CX）
- コメットさん 第68話「さよなら星娘」（1979年、TBS）
- 伝七捕物帳 第24話「幽霊を見た幽霊」（1979年、ANB） - 吉松

### 映画
- 血と砂（1965年、東宝） - 大川
- これが青春だ!（1966年、東宝） - 高木良吉
- 殺人狂時代（1967年、東宝） - 酒場の客
- 燃えろ!青春（1968年、東宝） - 成島元
- クレージー映画（東宝）
  - クレージーの大爆発（1969年）- 銀行のガードマン
  - 日本一のワルノリ男（1970年） - 十郎
- 娘ざかり（1969年、東宝）- 岡村竹男
- 赤毛（1969年、東宝）- 弥五
- バツグン女子高校生（東宝）
  - バツグン女子高校生 そっとしといて16才（1970年） - 林丹平
  - バツグン女子高校生 16才は感じちゃう（1970年） - 木村八郎
- 夕日くん（東宝）
  - 夕日くん サラリーマン脱出作戦（1971年） - 小川
  - 夕日くん サラリーマン仁義（1973年）
- 幻の殺意（1971年、東宝） - 小針安夫
- 激動の昭和史 沖縄決戦（1971年、東宝） - 少年兵[5]
- にっぽん三銃士（東宝）
  - にっぽん三銃士 おさらば東京の巻（1972年）
  - にっぽん三銃士 博多帯しめ一本どっこの巻（1973年）